# Aaron Kemps
Aaron Kemps (Bundaberg, Australia, 10 de septiembre de 1983) es un ciclista australiano.
Debutó como profesional en 2005 con el equipo español Liberty Seguros, aunque en el tramo final del año 2004 compitió con el Quick Step-Davitamon como stagiaire.

## Palmarés
2006
- 1 etapa de la Vuelta a Burgos

2007
- 2 etapas Jayco Herald Sun Tour

2010
- 3 etapas del Tour de China

2011
- 1 etapa de la Vuelta al Lago Qinghai
- 1 etapa del Tour de China
- 1 etapa del Tour del Lago Taihu

## Resultados en Grandes Vueltas
| Carrera | Carrera         | 2005 | 2006  | 2007 | 2008 | 2009 | 2010 | 2011 | 2012 |
| ------- | --------------- | ---- | ----- | ---- | ---- | ---- | ---- | ---- | ---- |
|         | Giro de Italia  | —    | —     | —    | —    | —    | —    | —    | —    |
|         | Tour de Francia | —    | —     | —    | —    | —    | —    | —    | —    |
|         | Vuelta a España | —    | 119.º | —    | —    | —    | —    | —    | —    |

—: no participa

Ab.: abandono

## Equipos
- Quick Step-Davitamon (2004)[1]
- Liberty Seguros/Würth Team/Astana (2005-2006)
  - Liberty Seguros-Würth Team (2005-2006) (hasta mayo)
  - Würth Team (2006) (hasta junio)
  - Astana-Würth Team (2006) (hasta julio)
  - Astana (2006)
- Astana (2007-2008)
- Rock Racing (2009)
- V Australia (2010-2011[2])
  - Fly V Australia (2010)
  - V Australia (2011)[2]
- Champion System Pro Cycling Team (2012)